# 心脏肥大
心脏肥大（英語：Cardiomegaly），有时稱大心脏或簡稱心肥大，是一种心脏扩大的疾病。它通常是因為某些因素而使心脏更加用力跳動而造成的的结果，例如肥胖、心脏瓣膜疾病、高血压和冠状动脉疾病。心肌病也与心脏肥大有关。
心脏肥大可能很严重，具体取决于心脏扩大的部位，并可能导致充血性心力衰竭。最近的研究表明，心脏肥大与更高的心源性猝死风险相关。心衰竭随着年龄的增长而增加，男性比女性更常见，非洲裔美国人比其他种族更常见。根据一些研究，被诊断患有心力衰竭的人中有一半在被诊断出后五年内死亡。
心脏肥大可能会随着时间的推移而改善，但许多心脏扩大（扩张型心肌病）的人需要终生接受药物治疗。有一个患有或患有心脏肥大的直系亲属可能表明一个人更容易患上这种疾病。

## 外部連結
- 美国心脏协会 （页面存档备份，存于）
- 探究问题的核心：了解心脏肥大的原因 （页面存档备份，存于）（简体中文）